# Pedicularis rizhaoensis
Pedicularis rizhaoensis är en snyltrotsväxtart som beskrevs av H.P. Yang. Pedicularis rizhaoensis ingår i släktet spiror, och familjen snyltrotsväxter. Inga underarter finns listade i Catalogue of Life.